# Saint-Étienne-du-Grès
Saint-Étienne-du-Grès – miejscowość i gmina we Francji.

## Informacje
Saint-Étienne-du-Grès mieści się w regionie Prowansja-Alpy-Lazurowe Wybrzeże, w departamencie Delta Rodanu.
Według danych na rok 2006 gminę zamieszkiwały 2111 osoby, a gęstość zaludnienia wynosiła 72 osoby na km². Wśród 963 gmin regionu Prowansja-Alpy-Lazurowe Wybrzeże Saint-Étienne-du-Grès plasuje się na 279. miejscu pod względem liczby ludności, natomiast pod względem powierzchni na miejscu 348.
Od marca 2001 roku urząd burmistrza miasta obejmuje Robert del Testa.

## Liczba ludności
| 1962  | 1968  | 1975  | 1982  | 1990  | 1999  | 2006  |
| ----- | ----- | ----- | ----- | ----- | ----- | ----- |
| 1 214 | 1 421 | 1 484 | 1 601 | 1 863 | 2 003 | 2 111 |

## Znani mieszkańcy
- Amanda Lear[2]
- René Goscinny
- Pierre Emmanuel

## Mapy i zdjęcia satelitarne
- 43°47′N 4°43′E/43,783333 4,716667
- Google Maps
- MSN World Atlas. maps.msn.com. [zarchiwizowane z tego adresu (2007-03-13)].